# Walram I. (Nassau)

Das Wappen der Grafen von Nassau (Schindeln erst nach Walrams Tod)

Walram I. von Nassau (* um 1146; † 1. Februar 1198) war Graf von Nassau. Er ist der älteste Nassauer, von dem sicher ist, dass er der Stammvater des Hauses Nassau ist. Während seiner Regierungszeit gelang es ihm, sein Territorium erheblich zu erweitern. Er nahm am dritten Kreuzzug teil.

## Leben

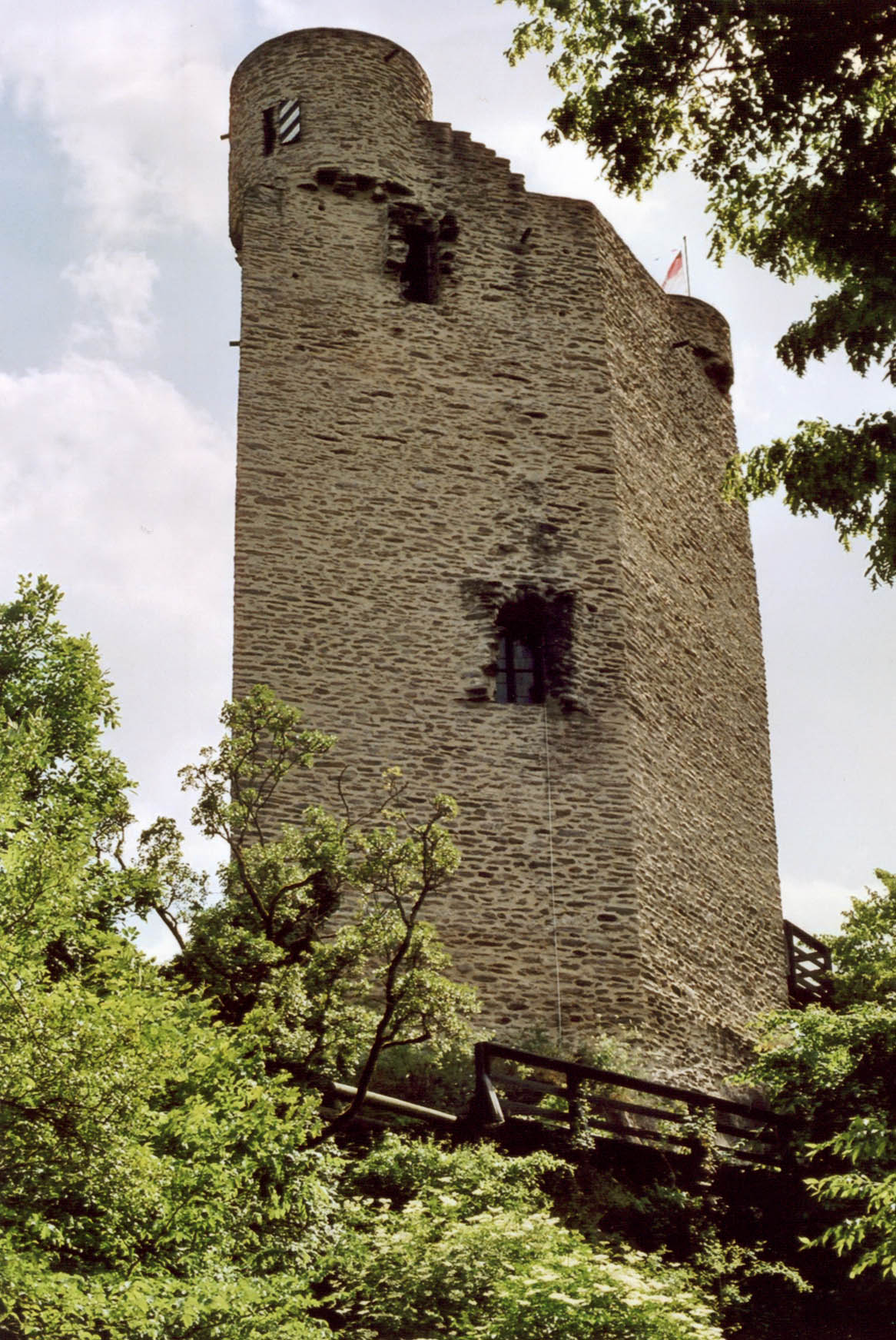
Die Burg Laurenburg

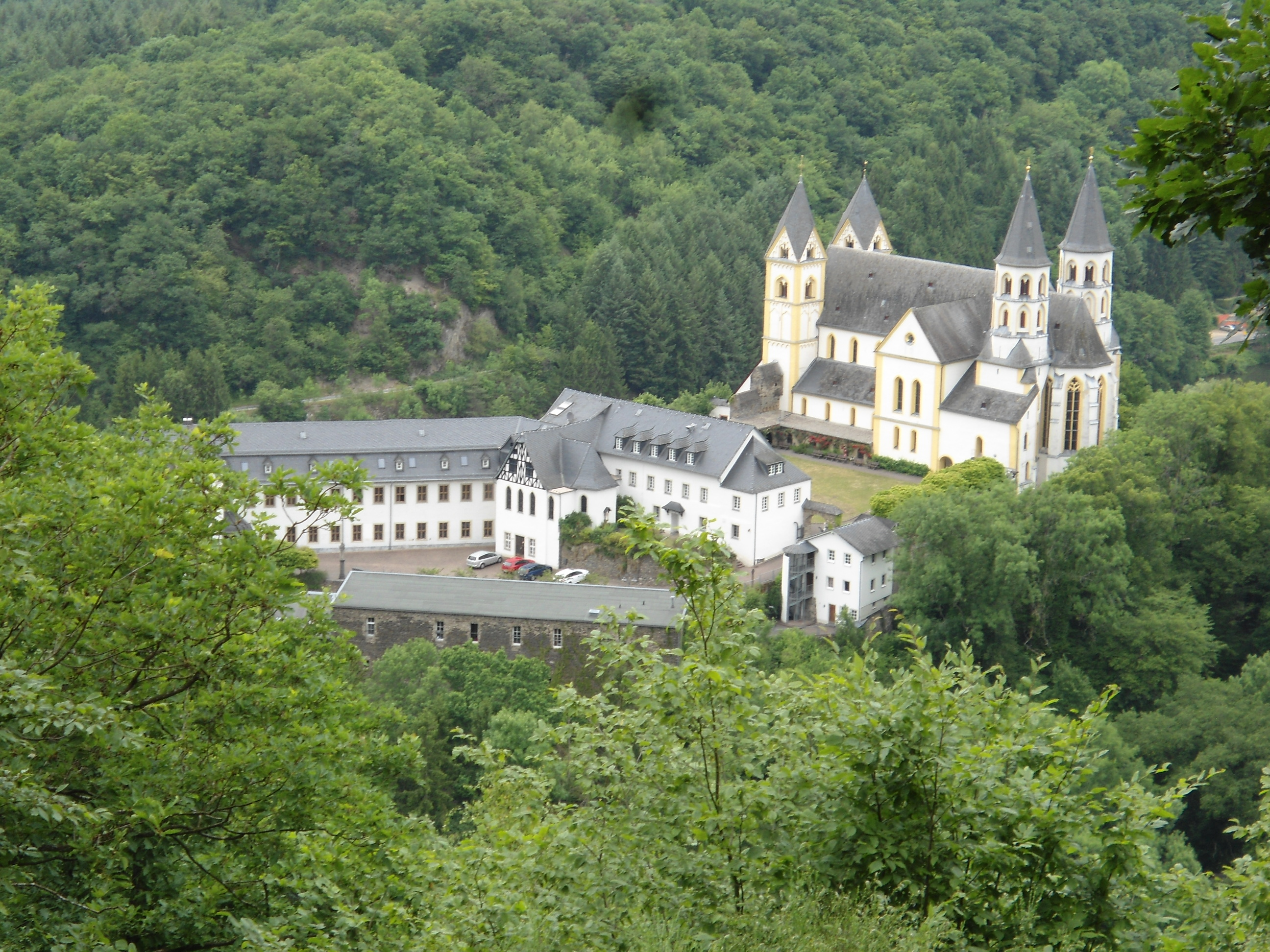
Kloster Arnstein

Walram war wahrscheinlich ein Sohn des Grafen Ruprecht II. von Laurenburg und einer unbekannten Frau. Möglicherweise hieß seine Mutter Beatrix, es ist ungewiss, ob die Erwähnung die „Großmutter“ meint (nämlich Beatrix von Limburg, eine Tochter des Grafen Walram III. von Limburg). Letztlich ist seine Abstammung jedoch nicht urkundlich zu klären.
Walram wird zwischen 1176 und 1191 als Graf von Laurenburg und danach ab 1193 als Graf von Nassau erwähnt. Er scheint seinen Sitz zunächst auf der Burg Laurenburg, einer der alten Stammburgen des Geschlechts, gehabt zu haben; wohl deshalb führte er anfänglich noch den Namen Graf von Laurenburg, während man im Hause längst begonnen hatte, den Namen von Nassau zu führen. Noch 1198 siegelte seine Witwe mit dem Siegel Walrams von Laurenburg. Walram regierte mit seinem Vetter Ruprecht III. und später mit dessen Sohn Hermann, dem er schließlich nachfolgte.

### Erweiterung des Territoriums
Walram erwarb die Herborner Mark, den Kalenberger Zent (einschließlich Mengerskirchen, Beilstein und Nenderoth) und das Gericht Heimau (einschließlich Driedorf und Löhnberg) als Lehen von der Landgrafschaft Thüringen. Auf diese Weise konnte Walram eine Verbindung herstellen zwischen dem Familienbesitz, der Vogtei Weilburg (mit zahlreichen Eigentümern und landesherrlichen Rechte im Westerwald und im Dillgebiet), den Burgen Laurenburg und Nassau an der Lahn und der Vogtei im Siegerland. Im gleichen Zeitraum wurde möglicherweise die Herrschaft Westerwald hinzugefügt (einschließlich Marienberg, Neukirch und Emmerichenhain). Walram kaufte auch die Vogtei Koblenz und die Vogtei Ems.
Im Süden seines Besitzes übernahm Walram die Teilherrschaft des Einrichgaus, später Vierherrengericht genannt, mit seiner Hauptstadt Marienfels. Diese Stadt war ein Teil der ehemaligen Grafschaft Arnstein gewesen. Der letzte Graf von Arnstein, Ludwig III., hatte keinen Erben und Schloss Arnstein in ein Kloster umgewandelt: Kloster Arnstein. Bei seinem eigenen Eintritt in das Kloster 1139/40 hatte Ludwig die Kontrolle über Marienfels an seinen Vetter Rembold III. von Isenburg übertragen. 1160 verkaufte Rembold es an seine Vetter, die Grafen von Nassau und die Grafen von Katzenelnbogen. Die Grafen von Nassau konnten durch die Heirat ihres Vorfahren Dudo von Laurenburg mit einer der sieben Töchter des Grafen Ludwig I. von Arnstein einen Teil des Erbes beanspruchen.
Im Jahr 1179 wurde Walram beim Frieden des Rheinlandes mit Kaiser Friedrich I. Barbarossa verbunden. Er stellte sein Land unter die direkte Oberhoheit des deutschen Königs, anstatt der Vasall des Erzbischofs von Trier zu bleiben. Er würde ein treuer Anhänger der Staufer bleiben. Walrams enge Verbundenheit mit dem Kaiserhaus wurde mit dem Königshof Wiesbaden belohnt. Gleichzeitig erhielt er auch Jagdrechte in den Wäldern des Rheingaus (Lehen der Erzbistum Mainz), so dass sich seine Herrschaft über den Taunus südlich bis zum Mittelrhein erstreckte.
Walram hatte ständige Fehden mit den benachbarten Häusern Eppstein, Solms und Katzenelnbogen.

### Dritter Kreuzzug
Walram nahm zusammen mit seinem Vetter Ruprecht am Dritten Kreuzzug unter Kaiser Friedrich teil. Vermutlich hat Walram auf dem Hoftage zu Mainz am 27. März 1188 mit dem Kaiser das Kreuz genommen. Mit seinem Vetter Ruprecht und dem Grafen Heinrich von Diez bildete er die Begleitung des gegen Ende des Jahres 1188 als Gesandter an den Kaiser Isaak II. Angelos abgeordneten Bischofs Hermann II. von Münster. Die Gesandtschaft, die zwar nach Konstantinopel gelangte, wurde aber vom byzantinischen Kaiser feindselig behandelt und in Gefangenschaft gehalten. Sie wurden freigelassen, als sich die Kreuzzugsarmee näherte. Am 28. Oktober 1189 trafen Walram und seine Leidensgenossen vor Philippopel wieder beim Kreuzheer ein, aber von diesem Tage ab verschwindet er aus dem Kreuzheere. Die Annahme, dass er bei der Stiftung des Deutschen Ordens zu Akkon zugegen gewesen sei, ist, soweit bekannt, nicht haltbar. Ebenso wenig ist aber auch für den Vorwurf, dass er damals das Kreuzheer unter Bruch seines Kreuzzuggelübdes verlassen habe, ein ausreichender Beweis zu erbringen. Sicher ist, dass Walram im Jahr 1190, bevor die Nachricht von dem Tode des Kaisers nach Deutschland kam, Zeuge in einer in Köln ausgestellten Urkunde des dortigen Erzbischofs Philipp I. war.

### Letzte Jahre
Aus den nächstfolgenden Lebensjahren Walrams ist wenig bekannt; einige Male wird er als Zeuge, auch in Reichsurkunden, genannt, im Ganzen aber scheint er dem Kaiser ferngestanden und an dessen kriegerischen Unternehmungen keinen Anteil genommen zu haben. Er schloss am 6. November 1195, unter Vermittlung und Genehmigung des Kaisers Heinrich VI., mit dem Bischof Heinrich I. von Worms den für sein Haus so wichtigen Vertrag, durch welchen die beiderseitigen Rechte, die grundherrlichen des Bischofs und die vogteilichen des Grafen, an Schloss, Stadt und Herrschaft Weilburg bestimmt und abgegrenzt wurden. Schloss und Herrschaft Weilburg erscheinen hier zum ersten Male als Besitz des Hauses Nassau. Mit Ausstellung des Vergleichs vom 6. November 1195 scheint Walram am kaiserlichen Hoflager verblieben zu sein, wie er auch an dem Reichstage zu Worms, auf welchem der Kaiser über einen neuen Kreuzzug verhandelte, teilnahm. Dass er selbst in Worms das Kreuz nahm, ist nicht bekannt; es steht aber fest, dass er an dem Zuge des deutschen Heeres 1197 nicht Anteil nahm. Mehrfache Zeugenschaft in Urkunden dieser Zeit erweist, dass er die Heimat nicht verließ.
Walram starb am 1. Februar 1198 und wurde im Kloster Arnstein beigesetzt. Ihm folgten seine Söhne Heinrich II. und Ruprecht IV.

## Nachkommen
Walram heiratete mit Kunigunde († 8. November in oder nach 1198, zuletzt erwähnt am 20. März 1198), möglicherweise eine Tochter eines Grafen von Sponheim oder eine Tochter des Grafen Poppo II. von Ziegenhain. Mit ihr hatte er drei Kinder:
1. Heinrich II. der Reiche (* um 1180; † 26. April 1247/48/49/50), erwähnt als Graf von Nassau 1198–1247.
2. Ruprecht IV. († nach 1. Januar 1239), erwähnt als Graf von Nassau 1198–1230.
3. Beatrix, in 1222 erwähnt als Nonne in Kloster Affolderbach bei Nastätten.